# Релативно-историјска лингвистика
Релативно-историјска лингвистика (такође лингвистичка компаратистика) је подручје лингвистике посвећенo пре свега сродству језика, под којим се подразумевају историјско-генетске сличности (као доказ порекла од општег прајезика). Релативно-историјска лингвистика се бави одређивањем степена сродства међу језицима (помоћу генеалошке класификације језика), реконструкцијом прајезика, истраживањем дијахронијских процеса у историји језика, њиховим групама и породицама, етимологијом речи.
Релативно-историјска лингвистика је током XIX века била доминантан део лингвистике.
Део релативно-историјске лингвистике који се бави далеким језичким сродством се зове макрокомпаратистика.

## Историја
Релативно-историјска лингвистика се појавила после европског открића санскрита, књижевног језика Индије. Још у XVI веку италијански путописац Филипо Сасети је приметио сличност индијских речи с италијанским и латинским, али није донео никакве научне закључке. Релативно-историјску лингвистику је основао у XVIII веку Вилијам Џонсон, који је рекао:
„Санскртски језик, иако је толико стар, поседује тако изванредну структуру, савршенију од грчког језика, богатију од латинског језика, и лепшу од сваког од њих, иако нема у себи толико блиско сродство с ова два језика у корену глагола, у формама граматике, те стога закључујем да ово није могло да буде чиста случајност. Сродство је толико јако да ниједан филолог, који би се почео бавити истраживањем ових трију језика, неће моћи да поверује да су сви произишли из једног општег извора, који можда више не постоји. Објашњење је аналошко, иако не толико озбиљно, али претпостављамо да су и готски и келтски језици, мада измешани с потпуно различитим дијалектима, имали исто порекло као и санскрт.“
Даљи развој науке је потврдио исправност речи В. Џонсона.
На почетку XIX века, независно један од  другог, различити научници из разних земаља су почели да раде на објашњењу сродности језика у једној или другој породици и постигли су изванредне резултате.
Франц Боп је истраживао релативном методом конјугацију основних глагола у санскрту, грчком, латинском и готском, поредећи и корене, и флексије. На великом истраживаном материјалу Боп је доказао наведене тезе В. Џонса и 1833. године је написао прву „Релативну граматику индогерманских (индоевропских) језика“.
Дански научник Расмус-Кристијан Раск по сваку цену је наглашавао да су граматичке сличности много важније од лексичких, зато што прихваћене промене речи исто као и флексија не постоје. Раск је упоредио исландски језик са гренландским, басксијским, келтским језицима и није пронашао у њима сродство (што се тиче келтских, касније је Раск променио своју одлуку). Затим је Раск поредио исландски језик с норвешким, после и с другим скандинавским језицима (шведски, дански), даље с другим германским и на крају с грчким и латинским језиком. Раск није користио у овом поређењу санскрт. Могуће је да у овом погледу уступио Бопу. Али рад на поређењу словенских и посебно балтичких језика значајно је допунио овај недостатак.
Трећи оснивач релативног метода у лингвистици је био А.Х. Востоков. Бавио се само словенским језицима. Востоков је као први упозорио на неопходност упоређивања података у споменицима мртвих језика с чињеницама  живих језика и дијалеката, шта је касније постало обавезан услов за рад лингвиста у релативно-историјској лингвистици. По мишљењу А.А. Котљаревског, много пре Востокова, релативну методу је у Русији применио М.В. Ломоносов, који „је почео да упоређује и разликује словенски елемент у језику од руског елемента“.
У радовима ових научника није само била објављена релативна метода у лингвистици, већ  је била показана у својој методици и техници.
Велике заслуге припадају Августу-Фридриху Поту, који је направио етимолошке табеле индоевропских језика према релативно-историјској лингвистици, чиме је прецизирао и учврстио ову методу на великом материјалу индоевропских језика.